# Giuseppe Berto
Giuseppe Berto (Mogliano Veneto, 27 dicembre 1914 – Roma, 1º novembre 1978) è stato uno scrittore, drammaturgo e sceneggiatore italiano.

## Biografia

Giuseppe Berto

Nasce da Ernesto, maresciallo dei Carabinieri in congedo, e Nerina Peschiutta, sua compagna d'infanzia. Il padre, abbandonata l'Arma per amore della moglie, aveva aperto un negozio di cappelli e ombrelli e, con il suo aiuto, s'improvvisava venditore ambulante nei mercatini dei dintorni. La cappelleria era anche sede della locale ricevitoria del Lotto Regio e delle riunioni di ex Carabinieri organizzate da Ernesto.
Nonostante le modeste condizioni economiche della famiglia, il giovane Berto, primo maschio di cinque figli, venne iscritto a frequentare il ginnasio nel Collegio salesiano Astori di Mogliano, dove studiò con grande diligenza soffrendo al pensiero dei sacrifici economici sostenuti dalla famiglia per mantenerlo agli studi. Frequentò successivamente il liceo Antonio Canova a Treviso e lo portò a termine nonostante lo scarso impegno, aiutato dalla fortuna, e da quanto aveva imparato al ginnasio.
Scoraggiato dallo scarso profitto del figlio, il padre lo avvertì che non avrebbe provveduto a mantenerlo all'università. È questo un episodio emblematico del tormentato rapporto col padre, mai risolto, nodo cruciale della sofferta esperienza personale e letteraria di Berto.
Intanto Berto nel 1929 era entrato negli Avanguardisti, successivamente farà parte dei Giovani fascisti.

### Carriera militare
Costretto ad arrangiarsi, si arruolò nel Regio Esercito e venne mandato in Sicilia. Ancora militare si iscrisse alla Facoltà di Lettere dell'Università degli Studi di Padova, perché tra tutte era la meno costosa. Tuttavia fu più attratto dai caffè e dal biliardo che non dalle lezioni di Concetto Marchesi e Manara Valgimigli. Entrò nei Gruppi universitari fascisti, fu capo manipolo della Gioventù italiana del littorio.
Scoppiata nel 1935 la guerra d'Abissinia, Berto partì volontario per l'Africa orientale, combattendo per quattro anni come sottotenente in un battaglione di ascari, prima di rimanere ferito al piede destro, e, per il suo eroico comportamento in battaglia, fu insignito di una medaglia d'argento e una di bronzo al valor militare; "un vero affare, poiché ancor oggi - scriveva egli stesso nel 1965 - riscuotevo il relativo assegno". Il sentimento patriottico contraddistinse l'intera giovinezza di Berto come conseguenza dell'educazione fascista.
Tornato in Italia nel 1939, cercò di riprendere gli studi in un clima però poco favorevole, a causa dell'imminente scoppio della seconda guerra mondiale nella quale l'Italia entrò nel 1940. Rivestita allora la divisa, terminò gli esami che ancora gli mancavano e si laureò nel 1940 con una tesi in Storia dell'arte. Sempre nello stesso anno, in autunno, pubblicò sul Gazzettino sera di Venezia in quattro puntate il racconto lungo La colonna Feletti, una sorta di reportage su un episodio realmente accadutogli e dedicato alla memoria di quattro compagni coraggiosamente caduti in Africa orientale uno dei quali, Edgardo Feletti, viene citato nel titolo. Il racconto rivela una notevole vocazione narrativa, di tono giornalistico. Esso si "distacca dalla letteratura acclamata in quegli anni", come scriverà lo stesso Berto.
Ancora in autunno, presentata invano una domanda di volontario di guerra, dovette insegnare latino e storia nell'Istituto Magistrale di Treviso e nell'anno successivo italiano e storia nell'Istituto tecnico per geometri della stessa città. Furono due esperienze dalle quali egli ricavò la persuasione che quello non era il suo mestiere.
Abbandonato l'insegnamento e desideroso di andare a combattere al fronte, poiché il Regio Esercito voleva spedirlo a frequentare un corso di perfezionamento per la promozione a capitano a Parma, preferì arruolarsi come ufficiale nella Milizia Volontaria per la Sicurezza Nazionale, chiedendo di essere inviato a combattere in Africa settentrionale. 
Si ritrovò così nel settembre 1942 nel VI Battaglione Camicie Nere a Misurata. Spedito urgentemente al fronte dopo il disastro di El Alamein, il VI Battaglione partecipò all'affannosa ritirata dalla Cirenaica alla Tunisia affrontando sul Mareth una colossale battaglia e uscendone quasi interamente annientato, sebbene si fosse battuto con coraggio e valore. Su questa vicenda lo scrittore si atterrà, molti anni dopo per la stesura del volume-diario Guerra in camicia nera (Garzanti, Milano 1955). Berto, addetto al rifornimento viveri se la cavò fuggendo e, fallito un tentativo di rientrare in Italia, venne spedito a rinforzare il X Battaglione Camicie Nere "M", i fedelissimi di Mussolini. Con questa unità, in cui era finito per caso, passò gli ultimi giorni della guerra africana rintanato in una buca per scampare alle cannonate degli inglesi, lottando contro i pidocchi e la malinconia, cadendo infine prigioniero al termine della campagna di Tunisia il 13 maggio 1943.

### La prigionia
Trasferito negli Stati Uniti, passando da un campo di prigionia all'altro, finì al Campo di concentramento di Hereford, nel Texas, dove dopo l'8 settembre 1943, optò per la "non cooperazione" subendo violenze e patimenti di ogni genere e dove ebbe come compagni di prigionia Gaetano Tumiati, Dante Troisi, Ervardo Fioravanti e Alberto Burri. Questa esperienza fu molto importante perché fece rinascere in Berto il desiderio di scrivere, passione inconscia e frustrata della sua giovinezza.
Alcuni compagni fondarono una rivista intitolata Argomenti che veniva letta a turno nell'unica copia manoscritta. Nella ricerca di collaboratori, essi si rivolsero anche a Berto, per il solo fatto che risultava laureato in lettere. Messo per la prima volta davanti a un compito di scrittore e non più di giornalista, elaborò un pezzo di prosa ritmica, dannunziana da cima a fondo, dove esaltava la vicenda delle stagioni al suo paese.
Sempre nell'ambiente della prigionia entrò in contatto con la letteratura americana: Furore di Steinbeck e qualche racconto di Hemingway. In prigionia, Berto scrisse numerosi racconti, i primi brevi e scherzosi, i successivi sempre più lunghi e impegnati, tre dei quali rielaborati successivamente entrarono a far parte del volume Un po' di successo (Longanesi, Milano, 1963), con i titoli Economia di candele, Gli eucaliptus, Il seme tra le spine. Più importanti i romanzi, anch'essi del '44: Le opere di Dio, il primo scritto da Berto, e soprattutto La perduta gente, di pochi mesi posteriore.

### Il rientro nel dopoguerra
Tornato a casa nel febbraio del 1946, tentò senza successo di attirare l'attenzione degli editori sui manoscritti che aveva riportato dalla prigionia. La fortuna gli fece incontrare Leo Longanesi, il quale fiutò l'affare. Il romanzo (La perduta gente) uscì tra il Natale del 1946 e il Capodanno del 1947: «soltanto quando lo vide nelle vetrine dei librai Berto seppe che Longanesi l'aveva intitolato Il cielo è rosso, era un titolo bellissimo e astuto, che magari aveva poco a che fare col testo ma restava immediatamente impresso in chi lo vedeva. Berto sa che una parte non piccola del successo del romanzo è dovuta a quel titolo», scriverà lo stesso autore ne L'inconsapevole approccio.

#### Il cielo è rosso
Il romanzo, che divenne immediatamente un successo internazionale, narra le difficili vicende di un gruppo di ragazzi che la guerra ha abbandonato al loro destino e che tra violenze e orrori ritrovano solidarietà e umanità.
Nel 1948 il romanzo, apprezzato dalla critica nazionale e internazionale, vinse il Premio Firenze per la letteratura assegnato da una giuria di livello: Silvio Benco, Attilio Momigliano, Eugenio Montale, Aldo Palazzeschi, Pietro Pancrazi. L'opera fu pubblicamente lodata anche da Ernest Hemingway intervistato da Eugenio Montale a Venezia nel 1958. Nel 1950 Claudio Gora ne trasse un film omonimo mentre nel 1954 venne ristampato da Longanesi e successivamente, nel 1969, da Rizzoli. Si aggiudicò anche il premio Crotone nel 1957.

### DopoIl cielo è rosso

Giuseppe Berto

Inconsapevolmente Berto si trovò "intruppato in quella schiera di artisti chiamati neorealisti", racconterà in seguito lo stesso autore in un articolo apparso su Il Resto del Carlino il 1º giugno 1965. Sull'onda del successo de Il cielo è rosso, per altro non confermato dalle Opere di Dio, Berto scrisse Il brigante, uscito presso Einaudi nel 1951, da cui furono tratti un film di Renato Castellani e una riduzione radiofonica.
La sua uscita non risollevò le sorti dell'autore e il libro fu stroncato da Emilio Cecchi. Come nei suoi romanzi precedenti fuori da precisi riferimenti si riflette nel Brigante una congerie sincera e spesso poeticamente patetica di rivendicazione sociale e di umana fratellanza, vale a dire di marxismo e di cristianesimo, come l'autore li sperimentava nel clima egualitario e rinnovatore suscitato dalla guerra.
Trasferitosi a Roma, tornò a Mogliano a causa dell'aggravarsi delle condizioni di salute del padre, che di lì a poco morirà per un cancro. A Roma conobbe e sposò Manuela Perroni, da cui ebbe una figlia, Antonia, nata il 9 novembre 1954. Gli insuccessi ottenuti aprono la strada di una lunga malattia che verrà diagnosticata come nevrosi da angoscia, che lo affliggerà per quasi un decennio impedendogli di lavorare con continuità.
Prima che la malattia raggiungesse il culmine, Berto ricostruì e ordinò in un diario, edito da Garzanti nel 1955 col titolo Guerra in camicia nera, gli avvenimenti che aveva annotato prima di essere fatto prigioniero. Il romanzo-diario testimonia la dolorosa e lenta evoluzione dal neorealismo ad uno psicologismo a sfondo umoristico. Dal 1955 al 1964 tentò di uscire dalla nevrosi passando da una cura all'altra, si occupò di giornalismo e scrisse sceneggiature cinematografiche. Il racconto La Luna è nostra del 1957 lo vede nei panni di sé stesso, giornalista, alle prese con Febo Còrtore, uno strano e misterioso meccanico. Nel 1963 rimase famoso nelle cronache lo scontro, a cui seguì una vertenza giudiziaria, con Alberto Moravia, che non apprezzava l'opera di Berto, in occasione dell'assegnazione del premio Formentor alla giovane autrice Dacia Maraini per il suo secondo romanzo L'età del malessere.
Finalmente Berto trovò sollievo per le sue condizioni psichiche approdando ad una terapia psicoanalitica presso l'abruzzese Nicola Perrotti, esperienza questa per lui determinante.

### Il male oscuro
Il 1964 è probabilmente l'anno fondamentale della carriera letteraria di Berto; esce infatti Il male oscuro che, in precedenza rifiutato da più di un editore, si aggiudicò in una sola settimana i due premi letterari Viareggio e Campiello. Autentico caso letterario, il romanzo ripercorre autobiograficamente la vita dell'autore alla ricerca delle radici della sua sofferenza; frutto del percorso psicoanalitico, opera una dissoluzione delle strutture narrative in modo nuovo e personalissimo, in un contesto di generale rinnovamento.
Anche da quest'opera verrà tratto un film, diretto nel 1989 da Mario Monicelli.

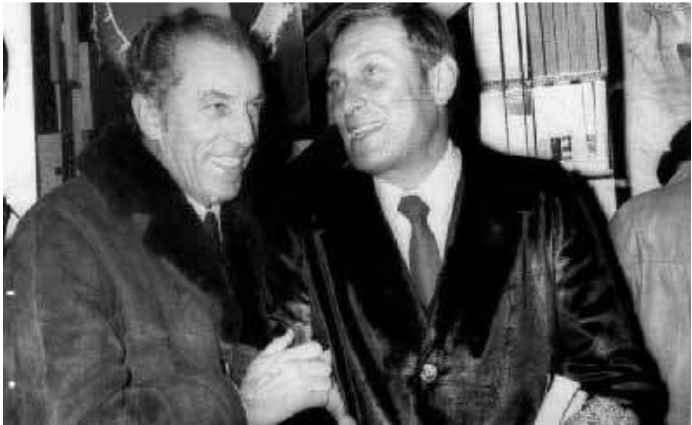
Giuseppe Berto (a sinistra) e Francesco Grisi

Contraendo un debito, frattanto, Berto aveva acquistato un terreno a Capo Vaticano, in Calabria, dove, bonificata la sterpaglia, edificò una villa destinata a diventare il suo rifugio per gran parte dell'anno "l'isola degli aranci sta dall'altra parte celeste e gialla e un poco verde nella sua breve lontananza, e in mezzo c'è un piccolo tratto di mare proprio piccolo ma non ho il coraggio di passarlo, padre non ho coraggio, (...) e del resto non tutti coloro che volevano la terra promessa poterono giungervi, non tutti furono degni della sua stabile perfezione, e così verso sera cerco un posto da dove si possa guardare la Sicilia, di notte l'altra costa è una lunghissima distesa di lampadine con segnali rossi e bianchi (...) ecco qui mi costruirò con le mie mani un rifugio di pietre e penso che in conclusione questo potrebbe andar bene come luogo della mia vita e della mia morte" (Il male oscuro, cit.).
Nel biennio successivo al grande successo del Male oscuro pubblica altri due romanzi: La fantarca e La cosa buffa.

### Gli ultimi anni
Nella produzione successiva, libri d'impegno si alternano a pagine occasionali, e Berto sciupa quasi coscientemente e con rabbia il suo talento. Lontano da circoli o accademie letterarie, non si associa ad alcun partito, non vota ed è politicamente incerto. «A destra lo ritengono di sinistra, i comunisti pensano che sia fascista, e i fascisti lo giudicano un traditore. Egli, per conto suo, è convinto d'essere pressappoco un anarchico».
Dopo anni di silenzio collabora a sceneggiature cinematografiche, tra le quali spicca quella del film del 1970 Anonimo veneziano di Enrico Maria Salerno. Nel 1971 pubblica per i tipi della Rizzoli un curioso pamphlet dal titolo Modesta proposta per prevenire, che suscitò un certo dibattito politico letterario, ottenendo il plauso di Armando Plebe, allora responsabile culturale del MSI, facendolo divenire ancor più un autore scomodo. Rispondendo alle polemiche che lo vogliono intruppare in questo o in quello schieramento politico, nel saggio egli non si definisce fascista o antifascista, ma "afascista". Alfredo Cattabiani approfittò dell'ostracismo che la cultura dominante gli riservava per portarlo alla Rusconi, di cui era direttore editoriale. Nel 1972 gli viene assegnato presso la "tavola" mestrina di Dino Boscarato il prestigioso premio "Amelia".
Nel 1973 prese parte al «1º Congresso per la difesa della cultura – Intellettuali per la libertà» organizzato per denunciare il monopolio culturale della sinistra: vi partecipano, fra gli altri, Eugène Ionesco, l'accademico di Francia Thierry Maulnier, Sigfrido Bartolini, Sergio Ricossa e Vintilă Horia.
Presso Rusconi uscì nel 1974 il romanzo Oh, Serafina!, che gli fece vincere il Premio Bancarella, e che divenne un film.
Scritto in soli sei mesi il suo ultimo libro, La gloria (Arnoldo Mondadori Editore, 1978) è una riabilitazione di Giuda Iscariota, contraddittoria ed eretica autodifesa in cui Giuda parla di sé stesso come di uno strumento necessario al compiersi di un "evento già scritto".
Dopo un lungo soggiorno in una clinica di Innsbruck e una parimenti lunga convalescenza a Capo Vaticano, durante la quale trovò il tempo per comporre una breve apologia, Intorno alla Calabria, dedicata agli amici, Berto morì di cancro a Roma il 1º novembre 1978.
 
La salma è tumulata a Ricadi, nel cimitero di San Nicolò.
Postumo è uscito da Marsilio Editori nel 1986 il volume di saggi Colloqui col cane.
Alla sua memoria sono intitolati i licei di Mogliano Veneto e di Vibo Valentia. Inoltre, per divulgarne l'opera, è stata costituita l'associazione "Amici di Giuseppe Berto" con sedi a Ricadi e Mogliano, comuni gemellati ormai da anni. Compito dell'associazione è anche quello scegliere il vincitore del Premio Giuseppe Berto che si svolge alternativamente ogni anno nei due comuni.

## Opere
- Il cielo è rosso, Milano, Longanesi, 1947.
- Le opere di Dio, Roma, Macchia, 1948; Milano, A. Mondadori, 1980.
- Il brigante, Torino, Einaudi, 1951; Milano, Longanesi, 1961; Milano, Rusconi, 1974.
- Guerra in camicia nera, Milano, Garzanti, aprile 1955, 1967; Venezia, Marsilio, 1985; prefazione e postfazione di Domenico Scarpa, Neri Pozza, 2020.
- Un po' di successo, Milano, Longanesi, 1963.
- Il male oscuro, Milano, Rizzoli, 1964.
- L'uomo e la sua morte. Dramma in due parti, Brescia, Morcelliana, 1964.
- La Fantarca, Milano, Rizzoli, 1965.
- L'inconsapevole approccio; Le opere di Dio, Milano, Nuova accademia, 1965.
- La cosa buffa, Milano, Rizzoli, 1966.
- L'opera completa del Canaletto, presentazione di Giuseppe Berto, apparati critici e filologici di Lionello Puppi, Milano, Rizzoli, 1968.
- Anonimo veneziano. Testo drammatico in due atti, Milano, Rizzoli, 1971.
- Modesta proposta per prevenire, Milano, Rizzoli, 1971.
- La Passione secondo noi stessi. Un atto preceduto da un prologo, Milano, Rizzoli, 1972.
- La Puglia di Adolfo Grassi, Verona, Ghelfi, 1972.
- Oh, Serafina! Fiaba di ecologia, di manicomio e d'amore, Milano, Rusconi, 1973.
- È forse amore, Milano, Rusconi, 1975.
- Anonimo veneziano (romanzo), Rizzoli, Milano 1976; con una presentazione inedita dell'Autore, BUR, Milano 2005;
- Intorno alla Calabria. Scritti diversi di autori diversi che si pubblicano in occasione della mostra di oggetti e sculture di civiltà contadina organizzata a Capo Vaticano nell'osteria Angiolone da Giuseppe Berto, agosto 1977, Vibo Valentia, Grafica Meridionale, 1977; Lamezia Terme, Settecolori, 2018. ISBN 978-88-96986-30-1.
- La gloria, Milano, A. Mondadori, 1978.
- Colloqui col cane, Venezia, Marsilio, 1986. ISBN 88-317-4854-8.
- La colonna Feletti. I racconti di guerra e di prigionia, Venezia, Marsilio, 1987. ISBN 88-317-5006-2.
- Appuntamenti a mezzanotte e altri racconti, Milano, A. Mondadori scuola, 1993. ISBN 88-247-0394-1.
- È passata la guerra e altri racconti, Milano, A. Mondadori scuola, 1993. ISBN 88-247-0406-9.
- Il mare da dove nascono i miti, Vibo Valentia, Monteleone, 2003.
- Critiche cinematografiche 1957-1958, Vibo Valentia, Monteleone, 2005.
- Elogio della vanità. Ovvero vediamo un po' come siamo combinati malamente. Studio psicologico sul successo da esibizionismo, Vibo Valentia, Monteleone, 2007. ISBN 88-8027-106-7; Lamezia Terme, Settecolori, 2013. ISBN 978-88-96986-09-7.
- Soprappensieri. Tutti gli articoli (1962-1971), a cura di Luigi Fontanella, Torino, Aragno, 2010. ISBN 978-88-8419-433-6
- Tutti i racconti, Milano, BUR contemporanea, 2012. ISBN 978-88-17-05860-5.

## Filmografia parziale

### Sceneggiatore
- Il cielo è rosso, regia di Claudio Gora (1950)
- Anonimo veneziano, regia di Enrico Maria Salerno (1970)
- La cosa buffa, regia di Aldo Lado (1972)
- Salvo D'Acquisto, regia di Romolo Guerrieri (1974)
- Oh, Serafina!, regia di Alberto Lattuada (1976)
- Il male oscuro, regia di Mario Monicelli  (1990)

## Prosa radiofonica Rai
- Sosta a Cassino, radiodramma di Giuseppe Berto, regia di Pietro Masserano Taricco 1948

## Prosa televisiva Rai
- L'uomo e la sua morte, due atti di Giuseppe Berto con Turi Ferro e Mila Vannucci regia di Andrea Camilleri 1963.